# Johann Friedrich Bauer (Mediziner)
Johann Friedrich Bauer (* 1696 in Leipzig; † 22. Dezember 1744 ebenda) war ein deutscher Mediziner und Assessor an der medizinischen Fakultät der Universität Leipzig.

## Leben
Johann Friedrich Bauer studierte an der Universität Leipzig Medizin, wurde 1721 promoviert und anschließend Assessor an der medizinischen Fakultät der Universität Leipzig. Bauer wirkte daneben auch als Arzt und Stadtphysicus in Leipzig.
Am 24. Juni 1726 wurde Johann Friedrich Bauer unter der Präsidentschaft des Mediziners und Naturforschers Lukas Schröck mit dem akademischen Beinamen Chrysermus unter der Matrikel-Nr. 388 zum Mitglied der Leopoldina gewählt.
Johann Friedrich Bauer wurde auf dem Johanniskirchhof in Leipzig bestattet.

## Schriften
- Dissertatio Inauguralis de medicamentis e corpore humano desumtis, merito negligendis. Leipzig 1721; reader.digitale-sammlungen.de

Als Präses
- Anton Wilhelm Plaz: Dissertatio Medica de usu medico exercitiorum corporis, potissimum personis illustribus familiarium. Leipzig 1726; reader.digitale-sammlungen.de
- Samuel Kretzschmar: De balneis vaporosis nativis. Leipzig 1741; reader.digitale-sammlungen.de